# La Genétouze
La Genétouze là một xã trong tỉnh Charente-Maritime trong vùng Nouvelle-Aquitaine, tây nam nước Pháp. Xã La Genétouze nằm ở khu vực có độ cao trung bình mét trên mực nước biển.